# شومبيرك
شومبيرك (بالتشيكية: Šumperk)‏ هي بلدة في إقليم أولوموتس في جمهورية التشيك، وهي مركز مقاطعة شومبيرك.
يبلغ عدد سكان هذه البلدة 26,697 حسب إحصاء في سنة 2015.

## معرض صور

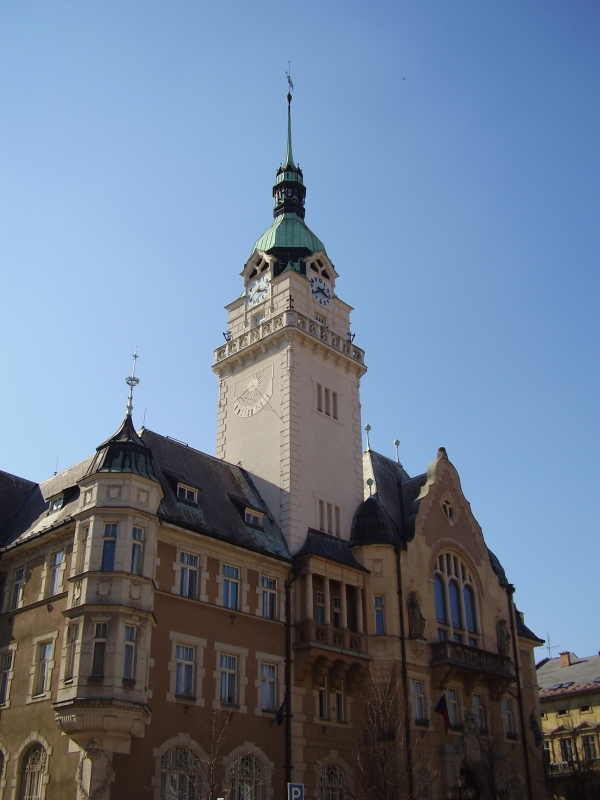
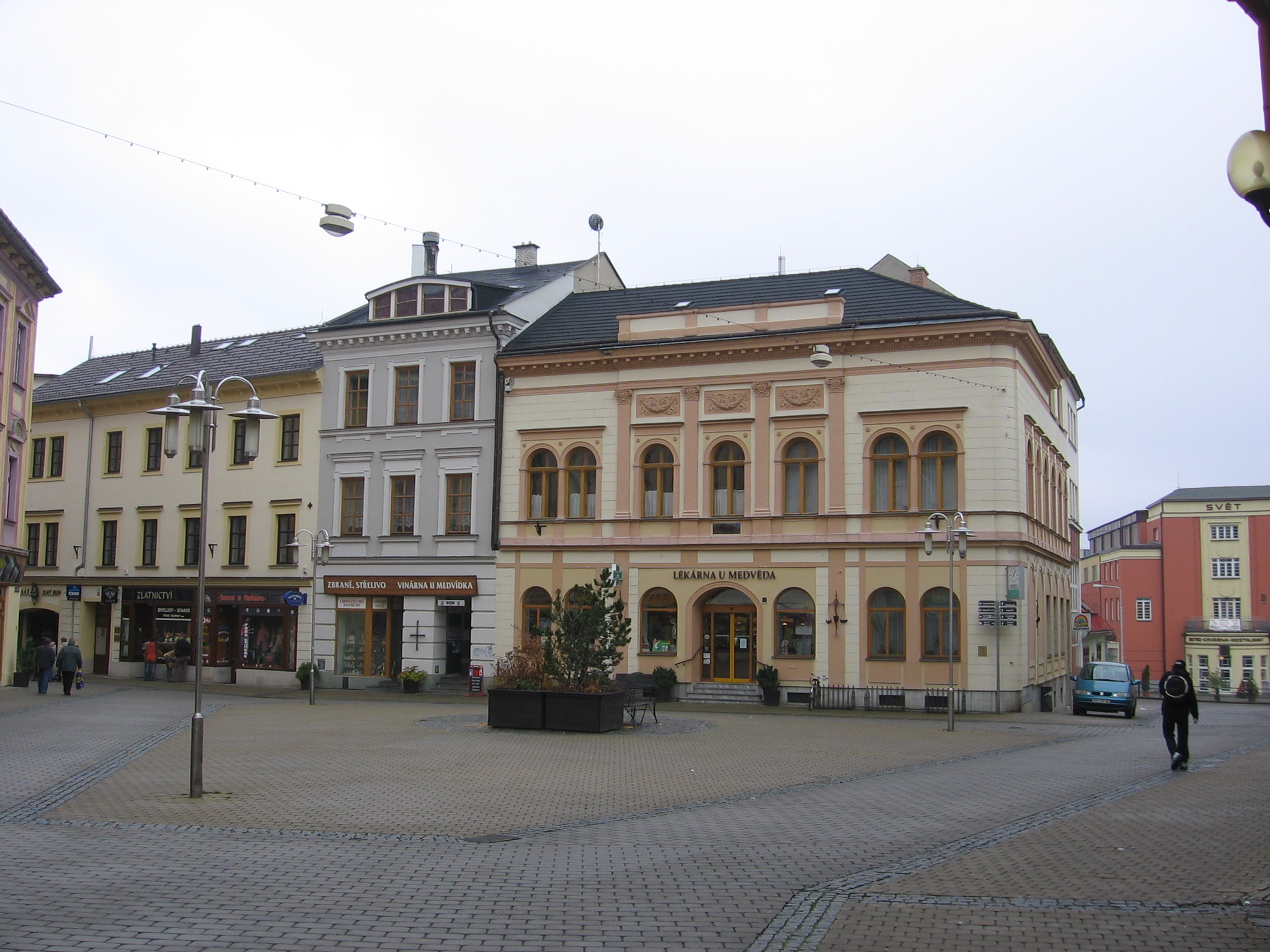
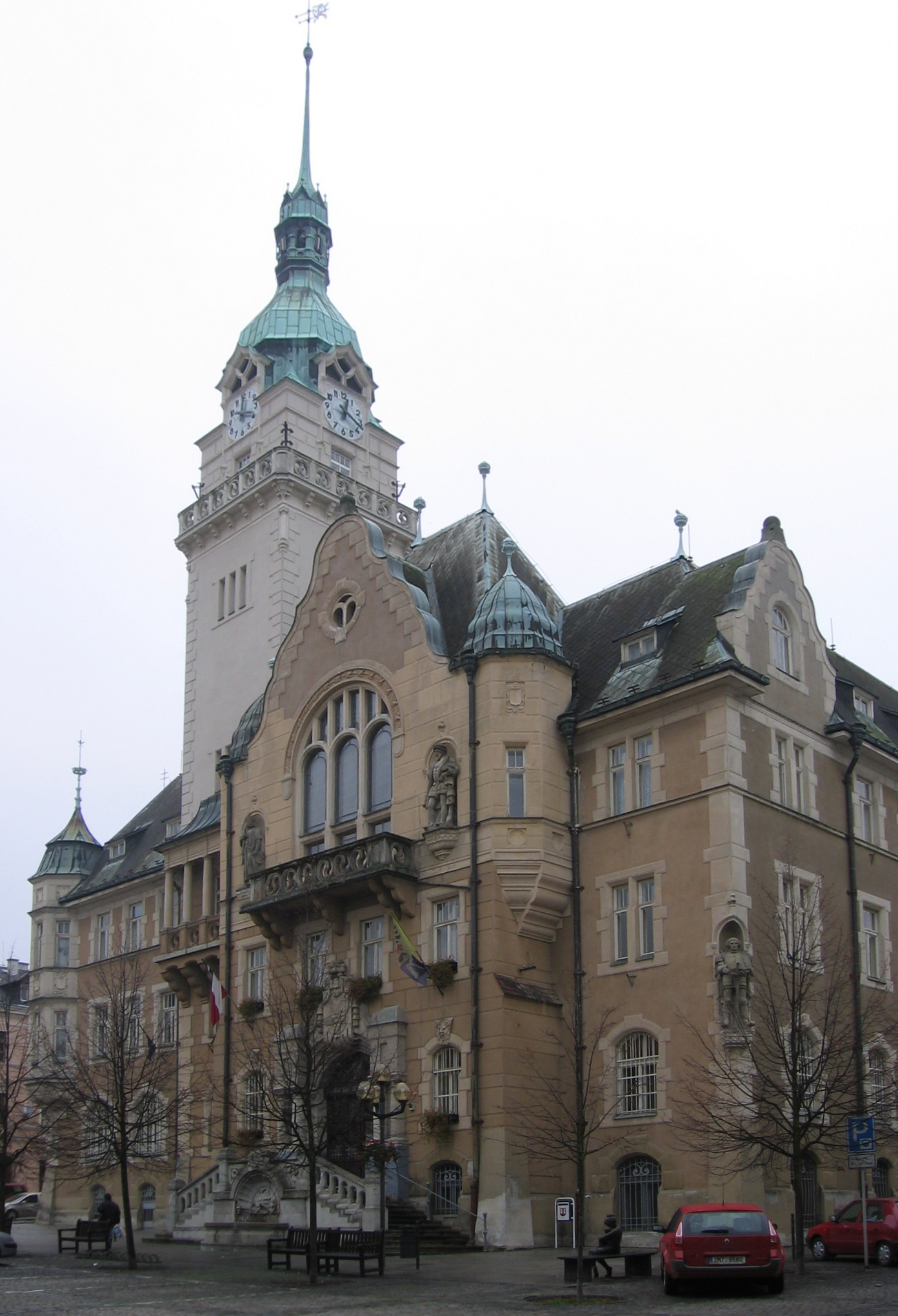
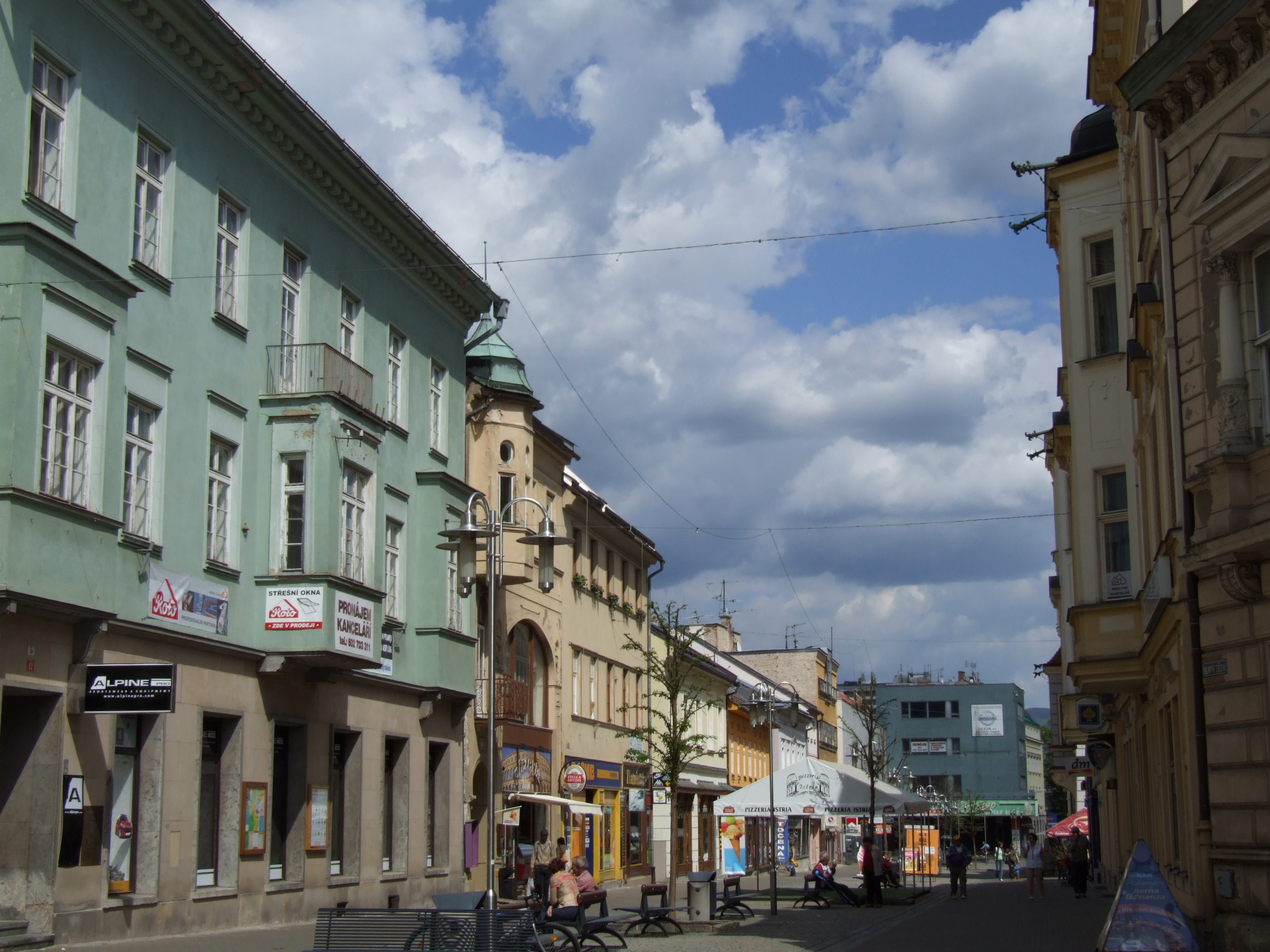
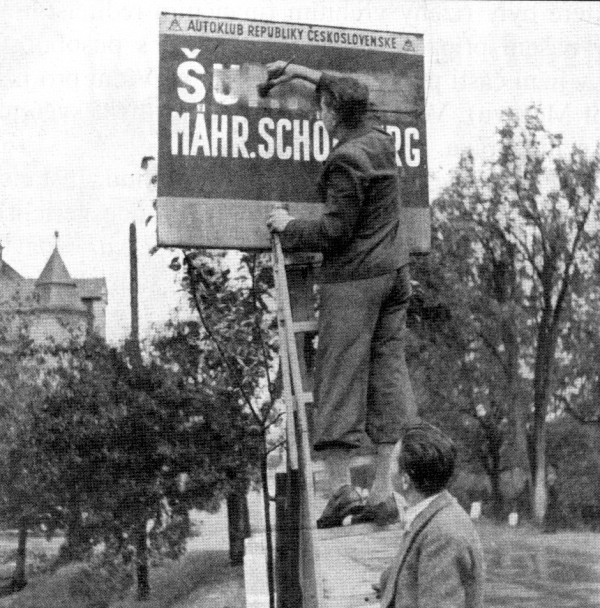

## توأمة
لشومبيرك اتفاقيات توأمة مع كل من:
- باد هرسفلد
- فآسا
- نيسا
- بريفيدزا

## أعلام
- إيفانا فيتشروفا
- ميكايلا باستيكوفا
- بافيل هوتكا
- ياروسلاف ميلر
- هانس كلاين

## اقرأ أيضاً
- مقاطعة شومبيرك